# Valley of the Lost
Valley of the Lost è il primo album in studio del gruppo musicale Winterlong, pubblicato il 2001 dalla Lion Music. 

## Tracce
1. From Heaven to Hell – 5:45
2. Sky Travellers – 4:20
3. Winterlong – 5:30
4. Valley of the Lost – 5:04
5. The Water Spirit – 5:14
6. Nosferatu – 3:35
7. Mystery of Life – 5:37
8. Victory – 1:22
9. Written in Blood – 5:09
10. Driven by Insanity – 2:36

## Formazione
- Erik Tornberg - basso
- Thorbjörn Englund - chitarra
- Hussni Mörsare - voce, chitarra
- Tony Erkkilä - batteria